# 5350 Epetersen
5350 Epetersen (1989 GL1) là một tiểu hành tinh vành đai chính được phát hiện ngày 3 tháng 4 năm 1989 bởi Elst, E. W. ở La Silla.